# Lothar Rendulic
Lothar Rendulic, avstrijski pravnik in general, * 23. november 1887, Wiener Neustadt, † 18. januar 1971, Eferding.